# 克利夫頓 (堪薩斯州)
克利夫頓（英語：Clifton）是一個位於美國堪薩斯州克萊縣和華盛頓縣的城市。

## 地方資料
根據2020年美國人口普查的數據，克利夫頓的面積為1.06平方千米，當中陸地面積為1.06平方千米，而水域面積為0.00平方千米。當地共有人口454人，而人口密度為每平方千米428.3人。